# Günter Kaslowski
Günter Kaslowski (5 de julho de 1934 — 26 de junho de 2001) foi um ciclista alemão que competiu no ciclismo nos Jogos Olímpicos de Verão de 1960, pela equipe Alemã Unida.